# Lucanus barbarossa

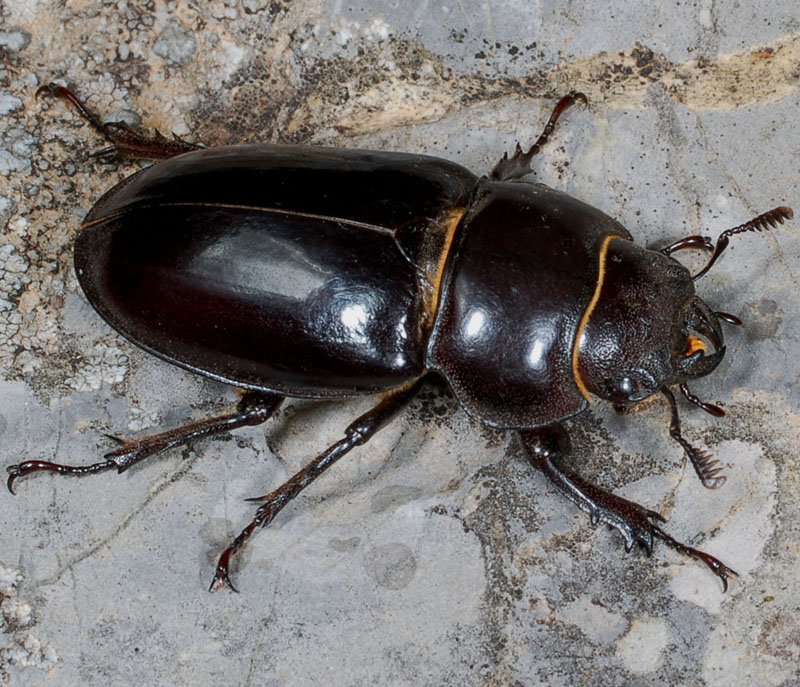
Femella

Lucanus barbarossa és una espècie de coleòpter polífag de la família dels lucànids. Es tracta d'un endemisme ibèric, comú a Catalunya.
És present principalment a la part mediterrània de la península, establint la Serralada Cantàbrica i els Pirineus com a límit septentrional de la seva distribució; les cites a Portugal són molt escasses. Habita normalment a mitja altitud, entre els 400 m i els 750 m sobre el nivell del mar. A Catalunya, és l'espècie predominant als boscos esclerofil·les mediterranis, mentre que al boscos caducifolis hi predomina Lucanus cervus.
És una espècie saproxílica obligada: la larva s'alimenta de fusta probablement d'arbres del gènere Quercus, entre d'altres.